# Amtsgericht Titisee-Neustadt
Das Amtsgericht Titisee-Neustadt ist ein Gericht der ordentlichen Gerichtsbarkeit in Baden-Württemberg und eines von zehn Amtsgerichten im Bezirk des Landgerichtes Freiburg.   Es ist das höchstgelegene Amtsgericht in Deutschland (826 Meter über dem Meeresspiegel).

## Gerichtssitz und -bezirk
Das Amtsgericht (AG) hat seinen Sitz in Titisee-Neustadt im Ortsteil Neustadt.
Der Gerichtsbezirk umfasst die Gemeinden Breitnau, Eisenbach, Feldberg, Friedenweiler, Hinterzarten, Lenzkirch, Löffingen, Schluchsee und Titisee-Neustadt, neben dem Höllental also die Höhenlandschaft zwischen Feldberg, Kandel und der Baar.
Das Amtsgericht wird von Direktor Hans-Peter Kuhn geleitet.

## Geschichte
Neustadt wird als Gerichtsort erstmals 1316 in einem Nachlassprozess urkundlich erwähnt.
Von 1579 bis 1806 war Neustadt als fürstenbergischer Amtsgerichtsort für die Vier Ämter über Wald Neustadt, Lenzkirch, Löffingen und Vöhrenbach zuständig.
Die Neustädter Obervögte waren gleichzeitig Richter als auch Leiter der Vogtei. 1622 wurde der aus Wolfach stammende Christian Sandhaas Obervogt und damit Richter in Neustadt. Durch eine umsichtige Amtsführung verschonte er das Amt Neustadt von den häufig staatlich legitimierten Hexenverfolgungen, indem er Denunziationen ablehnte.
Bis 1814 war Neustadt auch Sitz der Hochgerichtsbarkeit. Todesurteile wurde am Galgen vollstreckt.

## Übergeordnete Gerichte
Dem Amtsgericht Titisee-Neustadt ist das Landgericht Freiburg übergeordnet. Zuständiges Oberlandesgericht ist das Oberlandesgericht Karlsruhe.